# Andrea Salinas
Andrea Rose Salinas (6 de diciembre de 1969) es una política estadounidense que se desempeña como representante estadounidense para el sexto distrito del Congreso de Oregón desde 2023. El sexto distrito del Congreso de Oregón incluye todos los condados de Yamhill y Polk, la parte del condado de Marion; eso incluye Salem y Woodburn, una pequeña parte de Beaverton, y las comunidades suburbanas al suroeste de Portland, incluidas Tigard, Tualatin y Sherwood.
Miembro del Partido Demócrata, Salinas se desempeñó como Representante del Estado de Oregón para el distrito 38, que incluye la ciudad de Lake Oswego y partes del suroeste de Portland, de 2017 a 2023.